# Código de área 907

Mapa de Alaska.

907 es un código de área de los Estados Unidos.
Abarca la totalidad del estado de Alaska, excepto una pequeña porción del sureste del estado, lindante con la Columbia Británica, que utiliza el código 250.
Fue creado en 1957 y a día de hoy sigue siendo el que abarca una mayor superficie, no estando previstas modificaciones en su uso y demarcación hasta al menos el año 2029, debido a la reducida población que atiende.